# Dallas Kinney
Dallas Kinney (* 1937, Buckeye, okres Hardin v Iowě) je americký fotoreportér. V roce 1970 získal Pulitzerovu cenu za fotografii za snímky migrujících pracovníků z Floridy pro The Palm Beach Post. Jako novinář pracoval Dallas také pro Washington Evening Journal ve Washingtonu v Iowě, The Dubuque Telegraph Herald, v Dubuque v Iowě, Miami Herald v Miami na Floridě a The Philadelphia Inquirer ve Philadelphii v Pensylvánii.

## Životopis
Kinney studoval fotografii u Ansela Adamse v Carmelu v Kalifornii a od té doby mu zůstala vášeň pro vytváření fotografií podobných „Anselu Adamsovi“, jak existují v současné době.
Kromě Pulitzerovy ceny získal Kinney následující ocenění: Robert F. Kennedy Journalism Award, World Press Association / Photojournalism, National Press Photographers Association Regional, Iowa News Photographer of the Year, Florida News Photographer of the Year. 
Kinney bydlí se svou manželkou Martou poblíž horského města Dahlonega v severní Georgii.